# 訃報 2000年4月
訃報 2000年4月（ふほう 2000ねん4がつ）では、2000年（平成12年）4月中に物故した、又は物故が報じられた人物についてまとめる。

## （1日 - 15日）

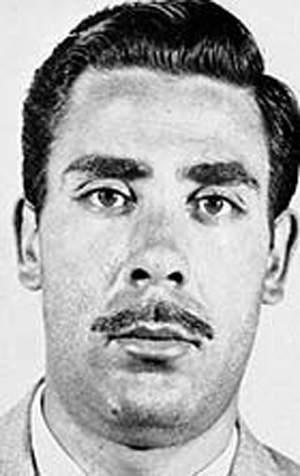
トンマーゾ・ブシェッタ／4月2日没

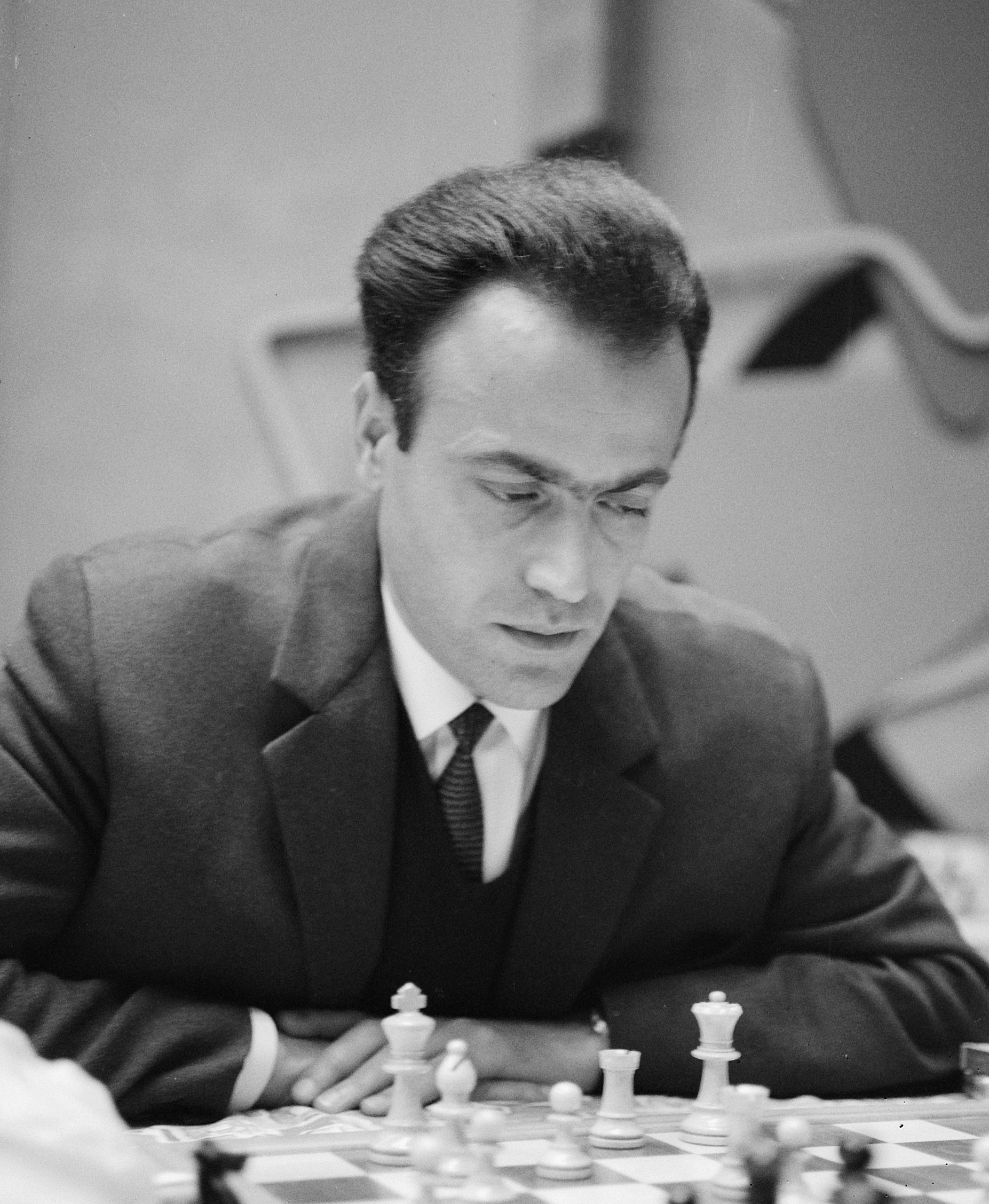
ミルコ・ボボツォフ／4月3日没

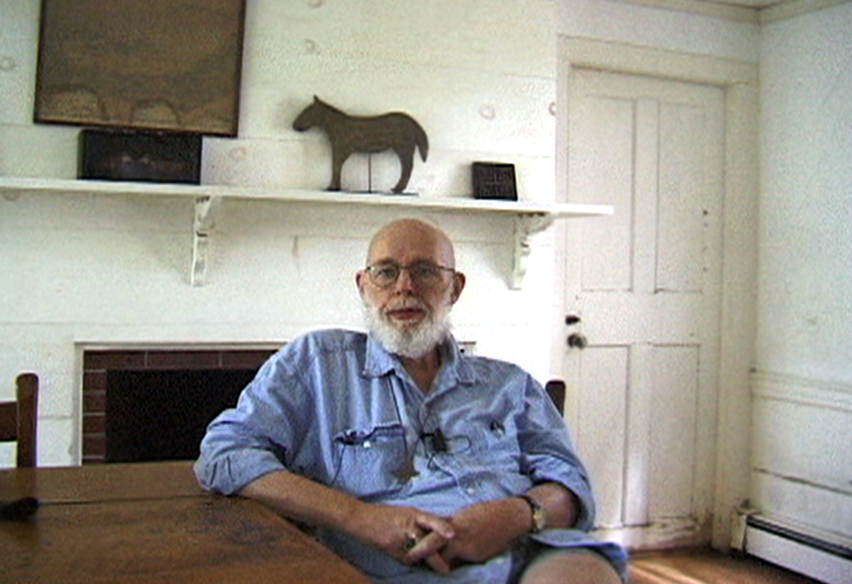
エドワード・ゴーリー／4月15日没

- 4月2日 - トンマーゾ・ブシェッタ[要出典]、マフィアから当局の協力者となった人物（* 1928年）
- 4月3日 - ミルコ・ボボツォフ[要出典]、チェス選手（* 1931年）
- 4月5日 - 麻生三郎、洋画家（* 1913年）
- 4月8日 - 潮万太郎、俳優（* 1909年）
- 4月8日 - クレア・トレバー、女優（* 1910年）
- 4月11日 - 福岡宗也、弁護士、政治家、民主党の衆議院議員（* 1932年）
- 4月12日 - 仁内建之、声優（* 1933年）
- 4月13日 - 米田利昭、歌人、日本文学研究者（* 1927年）
- 4月15日 - エドワード・ゴーリー、絵本作家（* 1925年）

## （16日 - 30日）
- 4月17日 - 大塚正士、大塚製薬代表取締役会長（* 1916年）
- 4月19日 - 山崎諭、アマチュア野球指導者（* 1922年）
- 4月20日 - 東由多加、劇作家、演出家（* 1945年）
- 4月21日 - 山本穰、プロ野球選手（* 1958年）
- 4月23日 - 杉浦茂、漫画家（* 1908年）
- 4月23日 - 野村雪子、歌手（* 1937年）
- 4月25日 - 佐藤文生、政治家、元郵政大臣（* 1919年）
- 4月29日 - 一代のぼる、作曲家（* 1937年）